# Koźmodiemiansk
Koźmodiemiansk (ros. Козьмодемьянск, mar. Цикмä) – miasto w Rosji. Liczba mieszkańców to 22 679.